# Grenzbanditen
Grenzbanditen ist ein US-amerikanischer Western aus dem Jahr 1932 von Philip Rosen mit Ken Maynard in der Hauptrolle. Der Film wurde von Tiffany Productions und Quadruple Films produziert.

## Handlung
Sheriff Webster hängt Steckbriefe für den Banditen Serge Karloff aus, für dessen Ergreifung eine Belohnung von 5.000 Dollar ausgesetzt ist. Dan Savage und seine Freunde July und Bob erhalten vom Sheriff für geleistete Dienste einen Scheck über 5.040 Dollar. Dan will damit ihre Bankschulden begleichen, doch Bob kauft für seine Freundin eine Kette und reitet los, um sie zu besuchen. Karloff und seine Bande nehmen Bob gefangen und fordern von Dan 5.000 Dollar bis zum Sonnenuntergang. Die Bank lehnt einen Kredit ab, also raubt Dan die Bank aus und eilt mit July zu Karloffs Lager. Sie kommen zu spät und können Bob nur noch begraben. 
Dan und July bringen das Geld zur Bank zurück und werden festgenommen. Im Gefängnis treffen sie auf einen von Karloffs Männern, der sich sicher ist, dass Karloff wegen des Raubes auch sie mitnimmt, wenn er befreit wird. Tatsächlich gelingt der Ausbruch und Don und July überqueren mit Karloffs Bande die mexikanische Grenze. Karloff steuert eine mexikanische Taverne an, in der die Tänzerin Carmelita auftritt, die er begehrt. Es stellt sich heraus, dass Carmelita Bobs Freundin ist. Um ihre Loyalität zu testen, lässt Karloff Dan und July brandmarken. Später erfährt Carmelita von Dan von Bobs Tod. 
In den nächsten drei Wochen verliert Karloff sieben seiner Männer bei Raubzügen, die von Dan und July sabotiert werden. July reitet heimlich zu Sheriff Webster und informiert ihn, dass Dan die Bande zurück über die Grenze locken werde. In der Taverne wird Karloff von Dans Doppelspiel informiert. Carmelita bedroht Karloff und seine Männer und verschafft Dan Zeit zur Flucht. Karloff und seine Männer verfolgen Dan und überqueren dabei die Grenze. Webster und seine Deputies können die gesamte Bande festnehmen. Karloff kann jedoch über die Grenze entkommen. Er wird in der Taverne dann doch von Dan gestellt und von July erschossen.

## Produktion

### Hintergrund
Gedreht wurde der Film vom 4. Januar bis Ende Februar 1932 in den Vasquez Rocks, in Santa Clarita sowie in den Tiffany-Studios in Los Angeles.

### Besetzung
In einer kleinen nicht im Abspann erwähnten Nebenrolle trat Duke R. Lee auf. 
Ebenfalls unerwähnt blieben Jack Rockwell als Sheriff Webster als Miller und Albert Tovey als

## Veröffentlichung
Die Premiere des Films fand am 20. März 1932 statt. In der Bundesrepublik Deutschland kam er am 1. April 1952 in die Kinos.

## Kritiken
Das Lexikon des internationalen Films schrieb: „Unbedeutender Western in dilettantischer Gestaltung.“
Der Kritiker des TV Guide sah dagegen einen ordentlichen Western mit einigen Bemühungen in der Einrichtung von Kamerawinkeln.